# Southbank

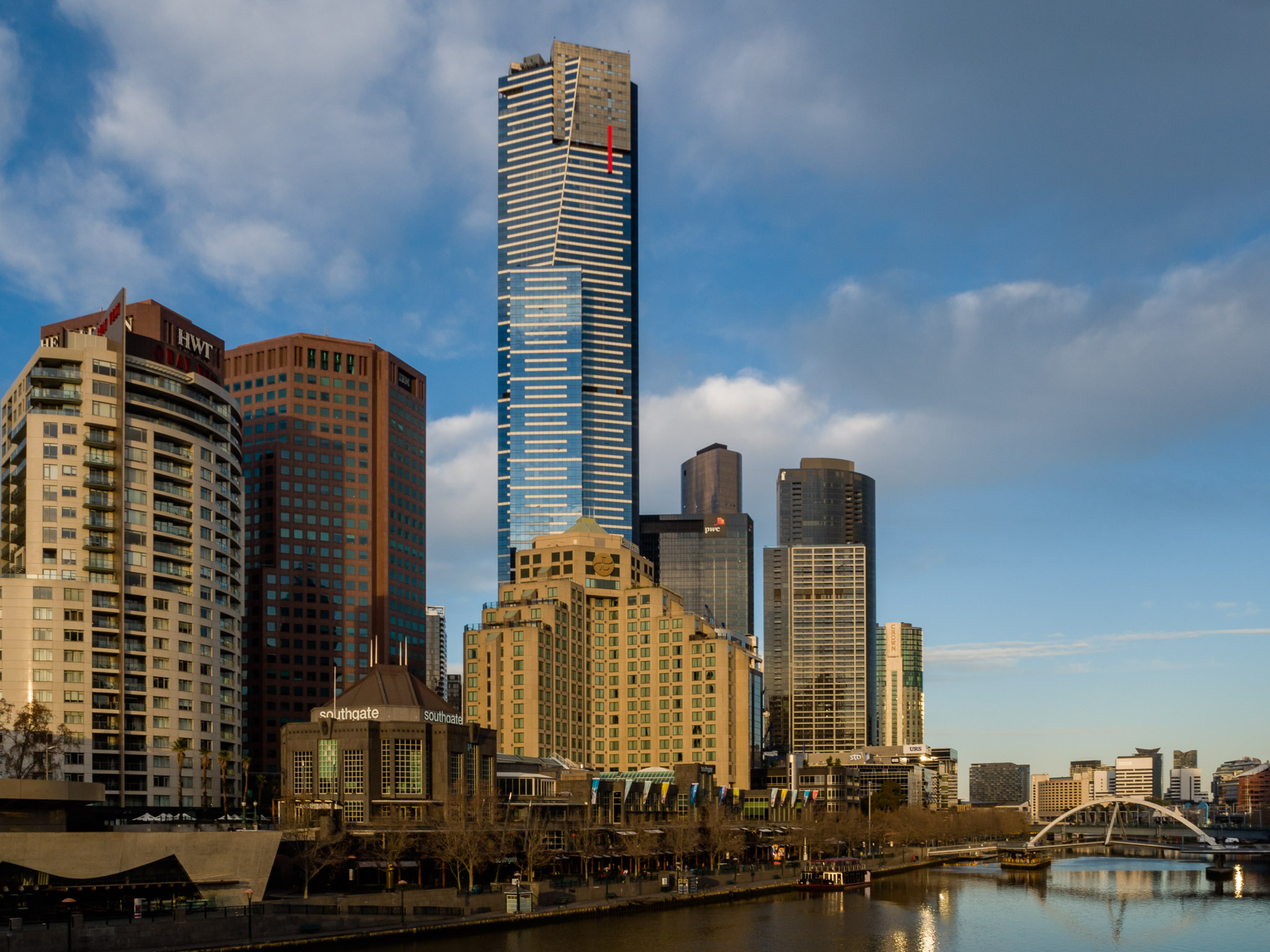
i Palazzi di Southbank ed il fiume Yarra

Southbank è quartiere di Melbourne in Australia a 1km dal Distretto affaristico della città.
Nel censimento del 2016 aveva 18.709 abitanti.
Southbank è confinante a nord con il fiume Yarra, a est da St Kilda Road. mentre a sud e a ovest è circondata daare Dorcas Street, Kings Way, la West Gate Freeway e Montague Street..